# Tillægsmandat
 Der er for få eller ingen kildehenvisninger i denne artikel, hvilket er et problem. Du kan hjælpe ved at angive troværdige kilder til de påstande, som fremføres i artiklen.

Et tillægsmandat er et mandat, som ikke er tilknyttet en bestemt valgkreds, men fordeles mellem partierne efter regler, der skal sikre en mere proportionel fordeling mellem dem i et valg med flere valgkredse.
Til folketingsvalg har man 40 udtillægsmandater, som fordeles, så partierne får det antal pladser i Folketinget, som svarer til partiernes styrke blandt alle danske vælgere. Et parti skal dog opfylde nogle krav for at få tillægsmandater: Enten skal partiet stå stærkt lokalt, eller også skal partiet have opnået 2 % af stemmerne ved valget - den såkaldte "spærreregel", som holder de helt små partier ude af Folketinget.
Fordelingen af tillægsmandater foregår på følgende måde:
1. Antallet af alle stemmer ved valget (kun medregnet de stemmer, der er gået til partier, der klarede spærregrænsen på 2% af den samlede stemmeandel) deles med 175.
2. Det enkelte parties stemmetal deles med dette tal.
3. Resultatet for det enkelte parti er det antal mandater, som partiet som minimum er berettiget til.

Når partierne har fået tildelt kredsmandater, fyldes der således op med tillægsmandater indtil alle 175 mandater har fundet sin plads.
I Norge og Sverige benyttes lignende regler.
| Politik | Spire Denne artikel om politik og ideologi er en spire som bør udbygges. Du er velkommen til at hjælpe Wikipedia ved at udvide den. |